# Tagi Ismayilov
Pour les articles homonymes, voir Tagi et Ismayilov.
Tagi Ismayilov (en azéri :, en russe : Таги Махмуд оглы Исмайлов), né en 1887 à Tchomakhtour dans l'Empire de Russie où il est mort le 4 juin 1958, est un partisan, commandant du « Qırmızı tabor » (bataillon rouge).

## Biographie
Tagi Mashadi Mahmud oglu Ismayilov est né en 1887 dans le village de Tchomakhtour du Gouvernement d'Erevan. Son père, Mashadi Mahmoud Ismail oglu, est diplômé de l'École théologique d'études supérieures du Khorassan et a été considéré comme l'un des hommes les plus savants de son âge. Il avait des relations d'amitié non seulement avec les éducateurs de la région de Nakhitchevan, mais aussi des intellectuels vivant dans certaines villes de l'Azerbaïdjan du Sud (Khorassan, Tabriz, Khoy et Makou). Mashadi Mahmoud a reçu une éducation religieuse mais il aimait à s'habiller selon les dernières tendances de la mode européenne.
Plutôt que d'envoyer son fils à l'école religieuse de Tchomakhtour Mashadi Mahmoud choisit de le scolariser à l'école « Russo-Tatare » du village voisin d'Engidja, ouverte par Ivan Petrovitch, éducateur, exilé au Caucase en raison de ses vues révolutionnaires. Durant trois ans, il reçoit à une éducation scolaire en russe. Ivan Petrovitch lui parle du processus révolutionnaire en Russie et il a un impact sérieux sur lui. Bientôt Ivan Petrovich rentre en Russie. Il envoie une nouvelle à Mashadi Mahmoud : « Ne vous inquiétez pas pour Tagi, il va avec moi à Armavir. » Il y rencontre des amis d'Ivan Petrovitch partageant ses idées révolutionnaires et s'engage contre le pouvoir impérial.

### Commandant de la guérilla
Tagi Ismayilov est partisan d'une Azerbaïdjan indépendant, combinant les idées de la social-démocratie et du bolchevisme... Sur la construction du chemin de fer d'Armavir dans le Caucase du Nord, il est le chef de brigade, élevé au poste d'assistant ingénieur. En 1902, il participe à la construction d'une voie ferrée de Erevan-Nakhitchevan.
Au début de 1917, tout en travaillant sur la construction du chemin de fer Chakhtakhti - Makou - Bayazid destiné au transport des troupes russes et de matériel militaire il mène la propagande révolutionnaire parmi les travailleurs des chemins de fer.
En 1918-1919, il crée un groupe de milice du district de Sharur pour combattre les groupes de Dachnak..
Il est un des commandants du bataillon rouge de Abbasgulu bey Shadlinsk durant des années 1920-1922. 